# 북키프로스에 대한 제재

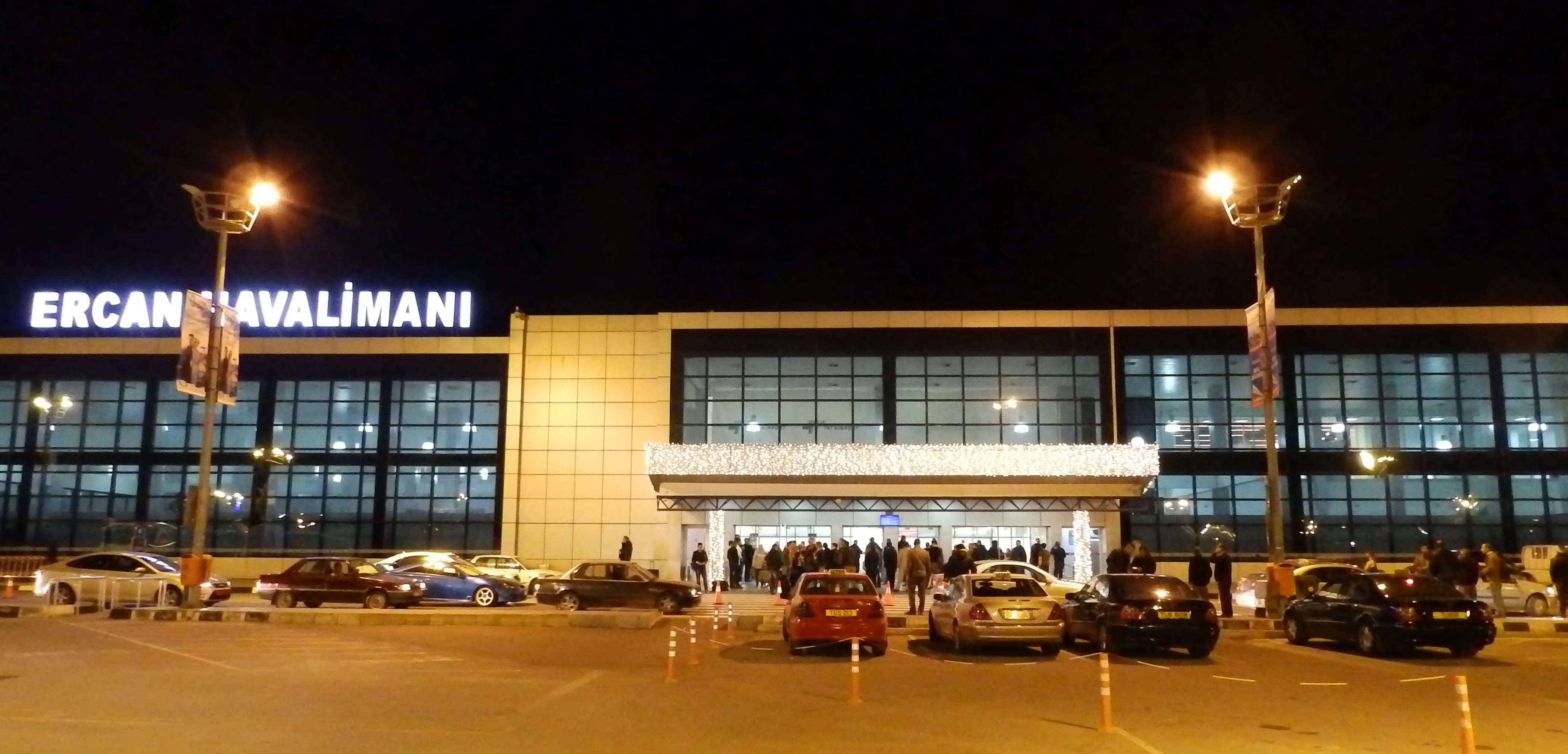
에르잔 국제공항으로, 제재로 인해 항공기는 터키로만 비행할 수 있다.

북키프로스에 대한 제재는 현재 여러 분야에서 적용되고 있다. 제재의 배경은 안보리 결의 등 유엔의 정책이며 제재의 적용은 1994년 유럽 연합 법원의 결정을 바탕으로 유럽 연합의 주도로 이루어지고 있다.

## 경제적 제재

### 제재의 발전

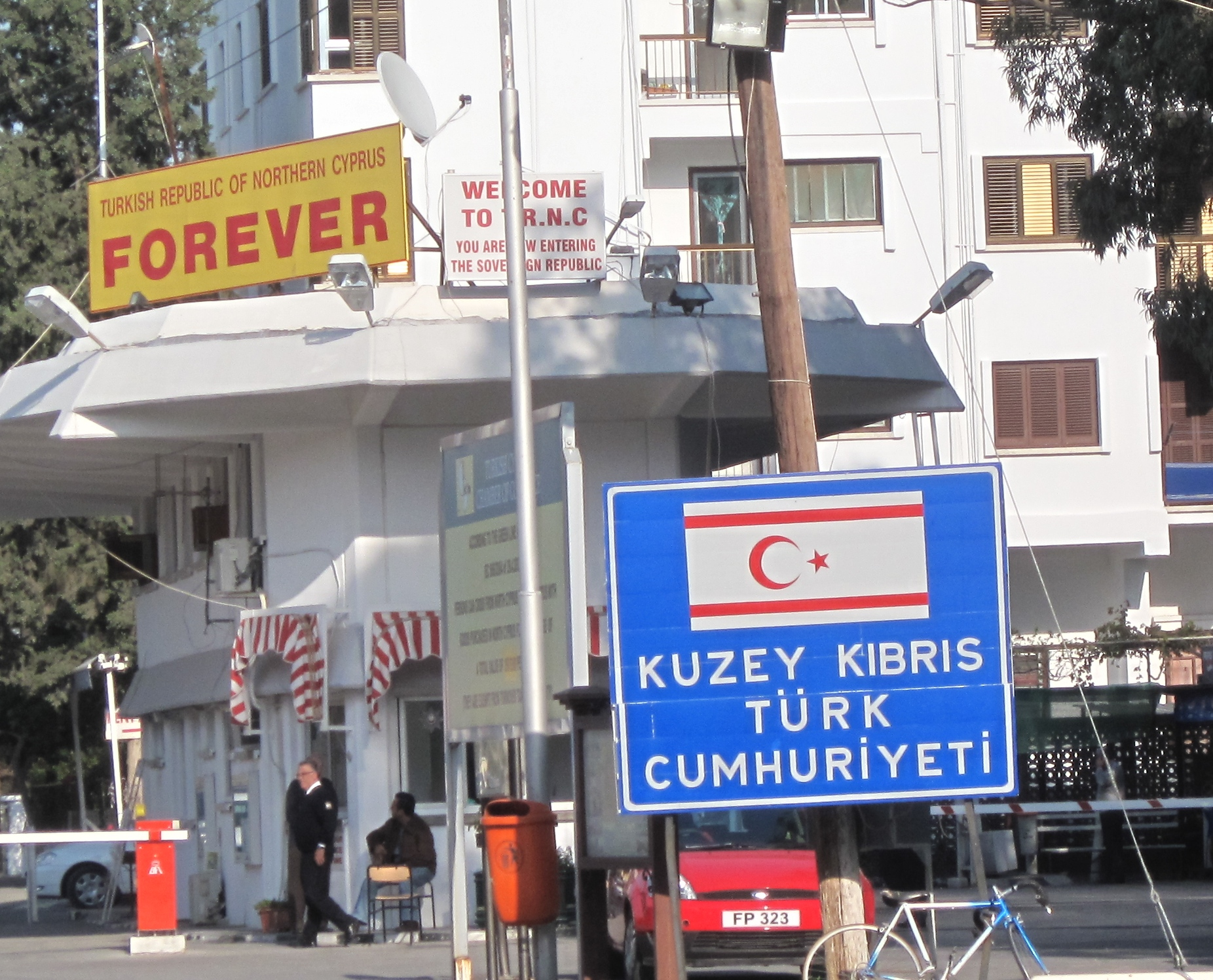
리드라 팔라스 호텔 국경 통과 지점으로, 무역 제재의 흔적을 볼 수 있다. 그린 라인을 통한 교역은 이론적으로 가능하지만 현실적으로 실현되지 않고 있다.

1974년 터키의 키프로스 침공으로 인해 경제적인 피해를 입은 후, 남쪽의 키프로스 공화국은 상대적으로 국제적 지원을 많이 받은 데 비해, 북쪽은 터키로부터만 지원을 받아, 남쪽에 비해 북쪽의 경제가 악화되고 터키로의 경제적 의존이 심해지는 효과를 낳았다. 경제적 제재로 인해 해외 수요가 위축되고 해외 자본 유입도 불가능해짐에 따라, 해외와의 현금 흐름도 차단되었다. 제재로 인해 관광 산업도 제약을 받았다.
1994년 이전까지 영국이나 독일 등 일부 유럽 국가는 북키프로스에서의 감귤 등 식품 직수입을 허용했다. 1972년 체결된 협약에서는 키프로스 공화국이 관리하는 상품만 유럽 시장으로 향할 수 있게끔 되어 있었지만, 이 협약에서 말한 키프로스 공화국은 통상 키프로스섬 전체를 말하는 것으로 해석되었으며, 터키계 키프로스 상공회의소에서는 북키프로스의 도장 대신 키프로스의 예전 도장을 사용하여 허가를 내 주는 방법을 사용하여 제재를 간접적으로 우회하였다. 1983년 북키프로스 튀르크 공화국의 성립 이후 키프로스 공화국은 도장을 변경하며 유럽 연합에 새 도장만을 허가해 줄 것을 요청했지만, 유럽 평의회는 터키계와 그리스계 양측 모두 협약에서 산출되는 이익을 누려야 한다는 말을 반복하였으며, 북키프로스에서의 상품 수입은 계속 이어졌다. 영국 농업부는 "터키계 키프로스 지역에서의 증명서는 그리스계 키프로스 지역에서의 증명서와 다름이 없다"라는 성명을 발표하기도 하였다.
1992년 그리스계 키프로스인 감귤 생산자들이 영국 농업부를 고소하였으며, 사건은 유럽 연합 법원으로 넘겨졌다. 유럽 연합 법원은 북키프로스의 상품 수입을 금지하는 판결을 내렸으며, 판결으로 인해 결과적으로 터키계 키프로스 측의 상품에 관세가 14% 이상 추가로 부여되는 효과가 발생하였으며, 유럽에 수출된 상품은 즉시 북키프로스로 반송되어 북키프로스의 경제에 상당한 타격이 가해졌다. 실질적으로 제재를 초래하였다는 점에서 유럽 연합 법원의 권한 밖의 판결이었다는 비판은 지금까지 제기되고 있다.

### 아난 계획 이후
아난 계획 이후 유럽 연합은 항구 개항 등 북키프로스에 대한 제재 완화를 약속했으나, 키프로스 공화국의 반대로 좌절되었다. 이론상 북키프로스에서 그린 라인을 통해 수출이 이루어질 수는 있지만, 키프로스 공화국의 허가가 필요하고 요식 절차가 복잡해, 북키프로스 사업가들에게 비현실적이라고 여겨진다.
2000년대 및 2010년대 다국적 기업들이 터키를 통해 북키프로스에 사업을 열었으며, 북키프로스 사람들은 이를 일종의 정상화 조치로 생각하고 있다. 하지만 북키프로스 사람들은 국제 시장에 소비자로서만 참여할 수 있으며, 이마저도 터키를 통해서만 이루어진다.

## 교통 제재

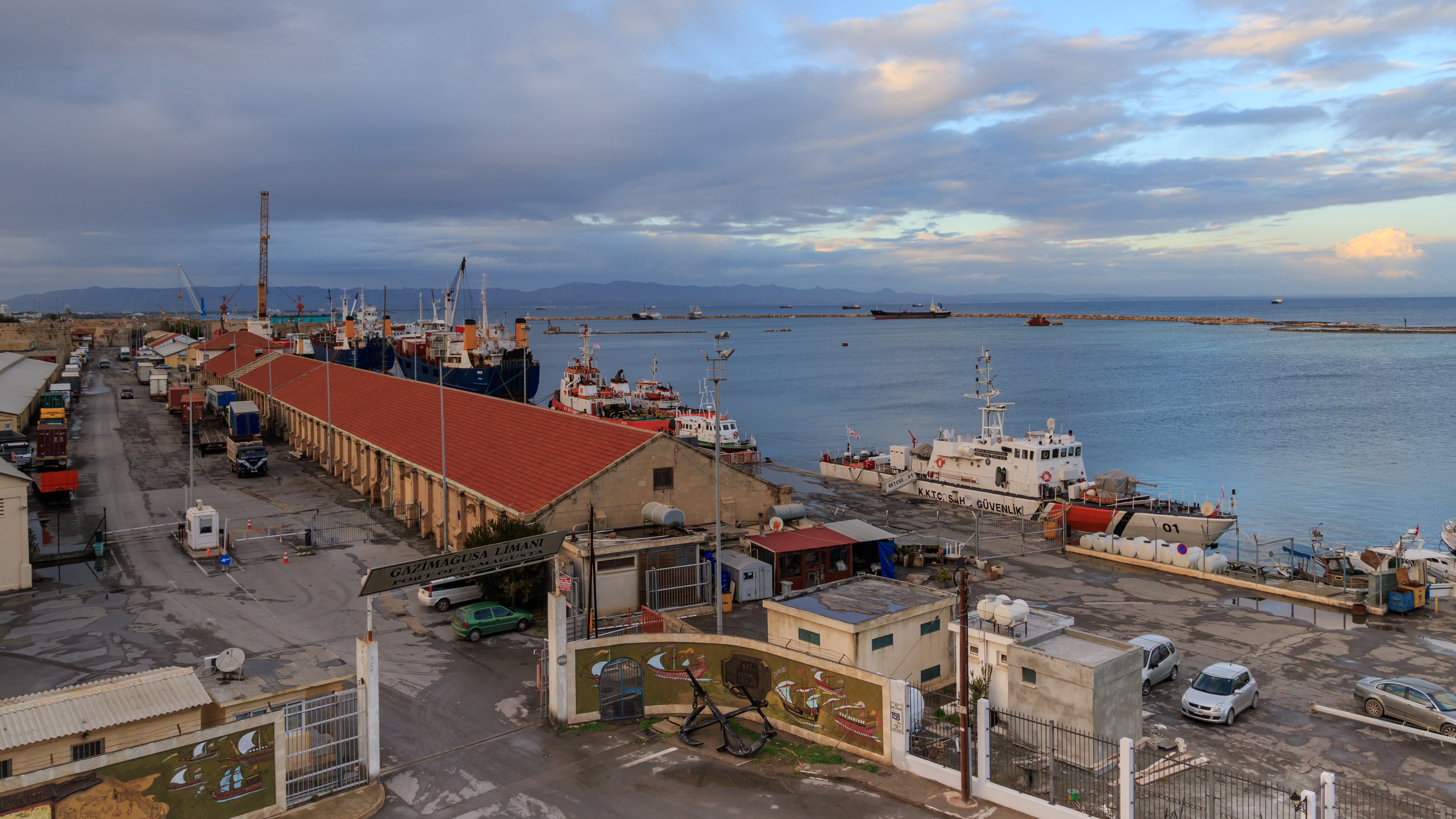
파마구스타 항구로, 제재로 인해 국제 물류가 영향을 받고 있다.

북키프로스는 터키를 통해야만 국제 통신, 우편, 교통을 이용할 수 있다.
북키프로스의 에르잔 국제공항으로의 비행은 국제적으로 금지되어 있으며, 직항편은 터키에서만 존재하고, 북키프로스로 향하는 모든 비행기는 터키를 경유해야 한다. 2005년 아제르바이잔에서 북키프로스로 직항한 전세기는 역사적인 사건으로 여겨졌으며, 이후 아제르바이잔은 북키프로스 여권을 이용한 입국을 허가하고 있다. 터키계 키프로스인 일부는 키프로스 여권을 취득하여 여행 제한을 극복하기도 하였다.
1979년 만국 우편 연합 리우데자네이루 회의에서 키프로스 공화국의 주도로 북키프로스의 우표가 불법이며 무효라는 선언이 발표되었다.
터키항공의 발전과 2015년 키프로스 항공의 파산으로, 터키로의 의존이 짙긴 하였지만, 에르잔 국제공항의 승객 수는 한 때 라르나카 국제공항을 추월하기도 하였다. 하지만 2017년 영국 교통부가 북키프로스와 영국 사이의 승객은 튀르키예에서 한 차례 더 보안 검색을 받을 것을 요구함에 따라, 라르나카로의 승객 집중이 다시 심화되었다. 북키프로스 여행 산업계에서는 이 현상을 반전시키기는 아주 힘들 것으로 보고 있다.

## 문화적 제재

### 스포츠

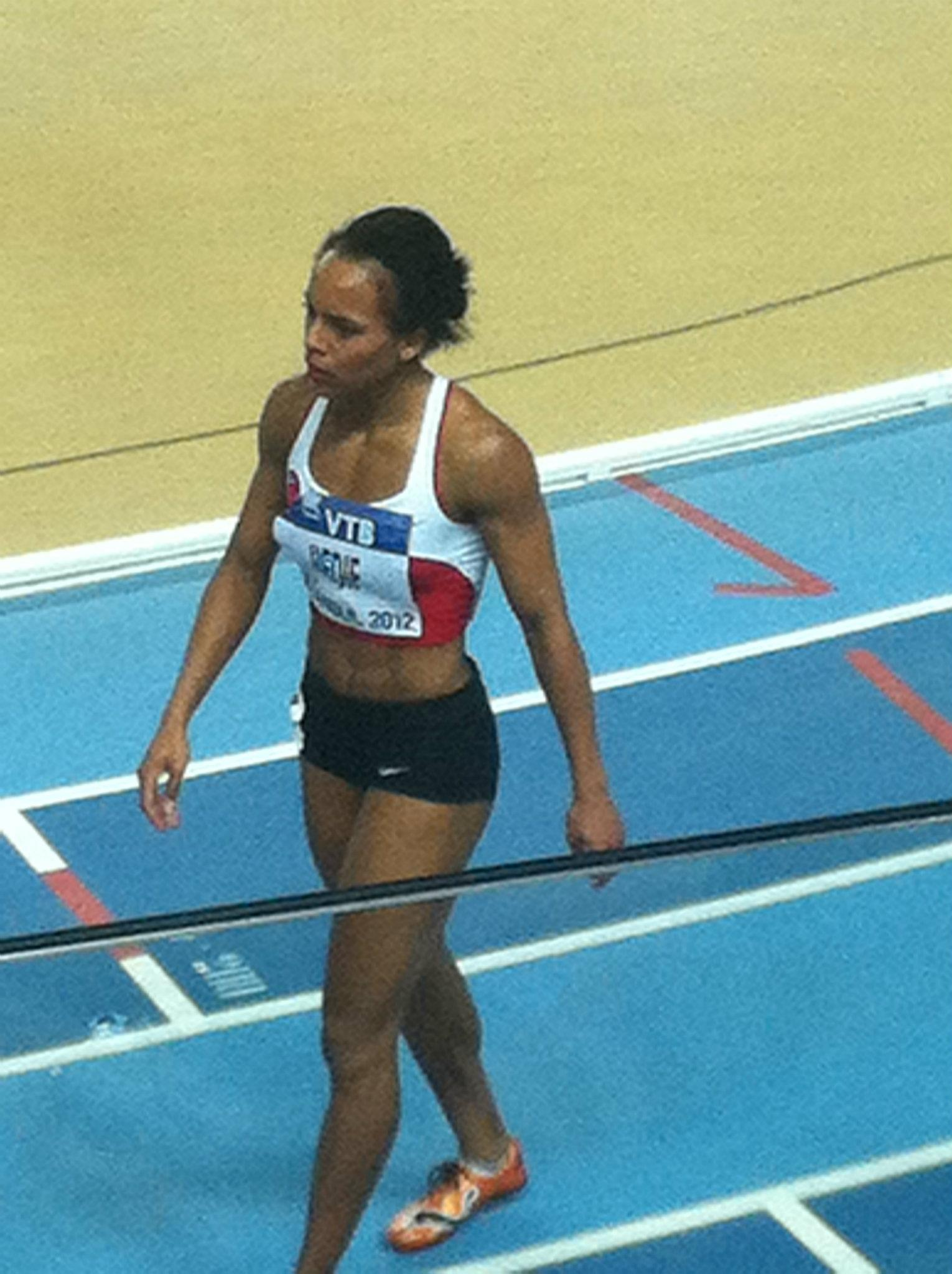
올림픽에 참여한 최초의 터키계 키프로스인 멜리즈 레디프는 올림픽 참가를 위해 터키 시민권을 취득해야 했다.

터키계 키프로스인은 국제 스포츠 행사에 참여하지 못한다. 국제 올림픽 위원회는 터키계 키프로스인이 올림픽기 아래 개인 자격으로 참가하는 것을 금지하였으며, 참여하기 위해서는 등록된 국가의 선수로 참여할 것을 요구한다. 이로 인해 최초로 올림픽에 참여한 터키계 키프로스인 멜리즈 레디프는 터키 국적을 취득해야 하였다. 일부 선수는 다른 국가의 이름으로 참가하는 것을 거부하고 있다.
터키계 키프로스 팀은 국제 경기에 참여하지 못한다. 1974년 터키의 침공 이후 FIFA의 묵인 아래 터키계 키프로스 팀은 터키, 사우디아라비아, 말레이시아, 리비아 등 국제 경기를 치를 수 있었지만, 1983년 독립 선언 이후 국제 경기 참여 자격을 잃었다. 1984년 터키 대표팀과 북키프로스 대표팀의 경기는 FIFA가 거부하였으며, 터키 대표팀은 북키프로스와 경기를 치를 경우 FIFA와 UEFA의 제재를 받을 것이라고 경고받았다. 1987년 6월 FIFA 집행이사회는 FIFA 회원국과 북키프로스 간의 모든 연락을 금지하였다.
터키의 팀 페네르바흐체 SK는 1990년 북키프로스에 캠프를 설치하고 북키프로스 지역의 팀과 경기를 가지려고 했으나 FIFA가 키프로스 터키계 축구 연맹을 회원으로 인정하지 않아 성사되지 못했다. 2006년 개최된 ELF 컵에서 FIFA는 아프가니스탄 팀에 압박을 가해 대회에 참가하지 못하게끔 하였고, 키르기스스탄과 타지키스탄은 풋살팀을 대신 파견했다. 2004년 아난 계획 이후 FIFA에 가입하려는 키프로스 터키계 축구 연맹의 신청은 다시 거부되었다. 2007년 루턴 타운 FC와 체팅카야 튀르크 SK 간의 친선 경기가 그리스계의 압박으로 취소되었다. 2014년 키프로스 터키계 축구 연맹이 키프로스 축구 연맹에 가입 신청을 하였지만 협상이 교착 상태로 빠졌다.
북키프로스는 NF-보드에 가입되어 있다.

### 음악
키프로스 공화국은 북키프로스 지역에서의 사업을 불법으로 간주하므로, 세계적 가수나 밴드의 공연이 실질적으로 방해를 받고 있다. 2010년 북키프로스에서 열릴 예정이었던 제니퍼 로페즈의 콘서트가 그리스계의 반대 운동으로 취소되었으며, 리하나 또한 비슷한 운동으로 콘서트를 취소하였다. 2012년 훌리오 이글레시아스는 콘서트를 취소한 후 호텔과 북키프로스 당국을 고소하였으며, 콘서트의 정당성에 대해 잘못 알고 있었다고 주장했다. 그럼에도 국제적 공연은 계속 계획이 이루어지고 있다.
북키프로스는 유로비전 송 콘테스트에 참여하지 못한다.